# Aphrotenia australiensis
Aphrotenia australiensis är en tvåvingeart som beskrevs av Hergstrom 1992. Aphrotenia australiensis ingår i släktet Aphrotenia och familjen fjädermyggor. Inga underarter finns listade i Catalogue of Life.